# Volby do České národní rady 1986
Volby do České národní rady 1986 proběhly 23. a 24. května 1986.
Ve volbách mohlo volit celkem 7 404 516 oprávněných voličů. Pro kandidáty Národní fronty na poslance České národní rady hlasovalo 99,94 % z celkového počtu platných odevzdaných hlasů.

## Výsledky
|                        |                        |                                     |                                    |           |       |         |         |
| Strana                 | Strana                 | Strana                              | Strana                             | Hlasy     | Hlasy | Mandáty | Mandáty |
| Strana                 | Strana                 | Strana                              | Strana                             | Počet     | %     | Počet   | ±       |
|                        | Národní fronta ČSR     |                                     | Komunistická strana Československa | 7 342 848 | 99,94 | 137     | -1      |
|                        | Národní fronta ČSR     | Československá strana socialistická | 14                                 | 7 342 848 | 99,94 | ±0      |         |
|                        | Národní fronta ČSR     | Československá strana lidová        | 14                                 | 7 342 848 | 99,94 | ±0      |         |
|                        | Národní fronta ČSR     | bezpartijní poslanci                | 35                                 | 7 342 848 | 99,94 | +1      |         |
| Neplatné hlasy         | Neplatné hlasy         | Neplatné hlasy                      | Neplatné hlasy                     | 7 499     | 0,06  | –       | –       |
| Celkem                 | Celkem                 | Celkem                              | Celkem                             | 7 350 347 | 100   | 200     | –       |
| Voliči v seznamu/účast | Voliči v seznamu/účast | Voliči v seznamu/účast              | Voliči v seznamu/účast             | 7 404 516 | 99,27 | –       | –       |
| Zdroj:                 |                        |                                     |                                    |           |       |         |         |

Z 200 členů (poslanců) ČNR bylo:
- 27,5% žen
- 72,5% mužů

podle profese:
- 37% dělníků
- 8,5% zemědělců
- 16,5% inženýrsko-technických a hospodářských pracovníků

podle let:
- 16,5% do 35 let

Dne 6. června 1987 se konaly doplňovací volby ve volebním obvodu 152 - Třebíč za zemřelého poslance Oldřicha Voleníka.

## Politické změny v letech 1989 a 1990
18. prosince 1989 rezignovali předseda, místopředsedové, předsedové výborů a další členové předsednictva ČNR. Od 23. ledna do 6. února 1990 46 poslanců rezignovalo a 18 bylo odvoláno. Téhož dne bylo zvoleno nových 64 poslanců.